# 조르주 주뱅
조르주 주뱅(Georges Francis Raymond Jouvin, 1923년 6월 19일 ~ 2016년 10월 24일)은 프랑스의 무드 음악에서 인기가 높은 트럼펫 주자이다. 소년시절부터 트럼펫 주자인 부친에게서 배웠다. 스튜디오 음악가, 샹송가수 티노 롯시의 반주자를 거쳐 1956년부터 솔로이스트로서 레코드에서도 활약하였다. 약간 선이 섬세하기는 하나 아름다운 음빛깔을 특색으로 한다.